# Comité Olímpico de Dominica
El Comité Olímpico de Dominica (código COI: DMA) es el Comité Olímpico Nacional que representa a Dominica. El comité es también la Asociación de los Juegos de la Mancomunidad que representa a la nación isleña.

## Historia
Creado en 1987 y reconocido por el Comité Olímpico Internacional en 1993.

## Momentos relevantes
La primera medalla olímpica para Dominica fue obtenida por Thea Lafond, quien ganó la medalla de oro en la prueba de triple salto femenino en los Juegos Olímpicos de París 2024